# Артемьев, Александр Александрович
Александр Александрович Артемьев (1915? — 1995?) — советский инженер-конструктор, лауреат Сталинской премии второй степени (1951).

## Биография
С 1937 года работал в опытно-конструкторском бюро Московского карбюраторного завода № 33 (ныне — ОАО «МПО им. И. Румянцева»). В 1940 году ОКБ выделилось в отдельное предприятие ОКБ-33 (главный конструктор Фёдор Амосович Коротков).
С июня 1943 года зам. главного конструктора.
Основные этапы деятельности ОКБ-33
- 1941—1943 эвакуация в Молотов и работа по обеспечению фронта.
- 1943 возвращение в Москву. Продолжение работ по созданию новых систем топливопитания.
- 1946—1950 разработка топливорегулирующей аппаратуры для турбореактивных двигателей. Создание агрегатов АД-10, АДТ-20, КТА, РД-10, РД-20.
- 1951—1961 создание систем топливопитания и регулирования турбореактивных двигателей.

С 18 октября 1963 года после реорганизации — первый заместитель главного конструктора Московского агрегатного конструкторского бюро «ТЕМП» (главный конструктор Фёдор Амосович Коротков). С 1984 года заместитель главного конструктора.
Основные этапы деятельности предприятия:
- 1963—1970 создание САР 55, 53, 57, 25, 47, 40, 8А и других.
- 1971—1990 создание САУ номер 59, 31, 32, 79, 86, агрегатов ракетных комплексов PЧB-14, PЧB-22, PP-19, ДК-19, РР-15, ДК-15, САУ силовых приводов газоперекачивающих станций, комплекс работ по внедрению электроники.

Автор (соавтор) 27 изобретений.
С 1992 года на пенсии.
Сын — Сергей, первый заместитель главного конструктора НПО «Темп» имени Ф. А. Короткова.

## Признание
- Сталинская премия второй степени (1951) — за работу в области машиностроения (разработку системы регулирования и топливопитания двигателя ВК1)
- орден Отечественной войны II степени (16.9.1945)
- орден Ленина
- орден Трудового Красного Знамени
- орден Октябрьской революции
- медали